# Piękna i Bestia (film 1991)
Piękna i Bestia (ang. Beauty and the Beast) – amerykański pełnometrażowy film animowany z 1991 roku. Oparty na podstawie francuskiej baśni ludowej o tej samej nazwie.
Film doczekał się dwóch sequeli Piękna i Bestia. Zaczarowane święta i Piękna i Bestia. Zaczarowany świat Belli. W 2017 roku powstał aktorski remake Piękna i Bestia.
Główny temat muzyczny został oparty na Karnawale zwierząt Camille Saint-Saënsa.
W 2002 roku film został wprowadzony do Narodowego Rejestru Filmowego Stanów Zjednoczonych jako film „znaczący kulturowo, historycznie bądź estetycznie”.

## Fabuła
Gdzieś w francuskojęzycznym regionie Europy na przełomie XVIII i XIX wieku żyje okrutny i samolubny książę. Odmawia schronienia przed burzą starej żebraczce oferującej mu zaczarowaną różę. Żebraczka będąca piękną czarodziejką ujawnia swoją prawdziwą tożsamość i za karę przemienia księcia w przerażającą bestię, a jego służących w przedmioty gospodarstwa domowego. Ostrzega księcia, że zaklęcie zostanie złamane tylko wtedy, gdy ten do swych 21. urodzin nauczy się kochać innych i być kochanym, zanim opadnie ostatni płatek róży, w przeciwnym razie na zawsze pozostanie Bestią.
Mija kilka lat. W jednej wsi mieszka Bella, córka ekscentrycznego wynalazcy Maurycego. Wyróżniająca się na tle reszty wsi swym zamiłowania do książek marzy o przygodach i podróżach. Stara się unikać wielbionego przez mieszkańców Gastona, narcystycznego i seksistowskiego myśliwego, chcącego się z nią ożenić wyłącznie dla swego prestiżu. Pewnego razu Maurycy wyjeżdża z nowym wynalazkiem na konkurs. Błądząc wśród leśnych ostępów trafia do położonego na odludziu ponurego zamku, gdzie więzi go Bestia. Tymczasem Gaston chce zmusić Bellę do ślubu, która zniesmaczona myślą o byciu jego żoną spławia go jednocześnie robiąc mu obciach przed ludźmi mającymi uczestniczyć w przygotowanym weselu. Wściekły Gaston przysięga uczynić Bellę swoją żoną, niezależnie od jej odmów.
Do domu Belli powraca tylko Filip, koń Maurycego. Bella widząc przestraszone zwierzę i niepokojąc się o los ojca postanawia go odszukać. Dociera do zamku Bestii i w zamian za wolność ojca, proponuje zajęcie jego miejsca. Widząc, że to jedyna szansa na przełamanie klątwy Bestia spełnia prośbę i brutalnie wypędza Maurycego bez możliwości pożegnania z córką. Bestia źle się czując z tym, że skrzywdził Bellę, chce ją udobruchać oferując piękną komnatę i najlepsze warunki. Zaznacza, że Belli nie wolno wchodzić do zachodniego skrzydła zamku. Bella żałuje swej decyzji o byciu więźniem, a Bestia nie robi sobie złudzeń, że ona go pokocha.
Gaston w swej tawernie czując się upokorzony przez Bellę jest pocieszany przez swego pomocnika Lefou i wieśniaków. Maurycy nagle wpada do tawerny mówiąc o bestii, jednak nikt mu nie wierzy. Gaston zdaje sobie wtedy sprawę, że może wykorzystać słowa Maurycego na swoją korzyść. Belle zaprzyjaźnia się ze sługami Bestii – kandelabrem Płomykiem, zegarem Trybikiem, czajnikiem panią Imbryk i jej synem-filiżanką Bryczkiem, którzy opowiadają o klątwie ich pana. Gdy wędruje do zachodniego skrzydła i znajduje różę, Bestia przyłapuje ją i ze złością wypędza. Po chwili żałując swego wybuchu udaje się za Bellą, która decyduje się uciec z zamku. W lesie zostaje zaatakowana przez watahę wilków, ale Bestia ratuje ją zostając przy tym ranny. Bella wraca z nim do zamku i leczy jego rany.
Gaston przekupuje monsieura D’Arque, naczelnika miejskiego szpitala dla obłąkanych, aby zamknął Maurycego jako wariata. Chce zmusić Bellę do poślubienia go w zamian za uwolnienie jej ojca. Zanim jednak zdążą działać, Maurycy wyrusza do zamku, aby podjąć próbę ratunku córki. Bestia chcąc zrobić coś dobrego dla Belli, prezentuje jej swoją gigantyczną bibliotekę. Gdy mija czas, rodzi się uczucie między Bellą a Bestią. Bella chce poznać los jej ojca i dzięki magicznemu lusterku Bestii widzi, jak upada w lesie. Bestia niechętnie zwraca jej wolność, by mogła ocalić ojca i daje jej lusterko na pamiątkę. Na pytania niemile zaskoczonych sług mówi, że zaprzepaścił szansę na złamanie klątwy z miłości do Belli. Po tym, jak Bella zabiera Maurycego do domu, zjawia się cała wieś celem wysłania go do psychiatryka.
Bella używa lusterka, aby pokazać Bestię mieszkańcom, udowadniając zdrowie psychiczne jej ojca. Widząc, że ona kocha Bestię, zazdrosny Gaston podburza ludzi, aby pomogli mu zabić konkurenta i zamyka Bellę z Maurycym w piwnicy. Uwalnia ich Bryczek, który przybył do ich domu jako pasażer na gapę. Słudzy zamku skutecznie odpierają szturm wieśniaków, lecz Gaston atakuje Bestię zbyt przygnębionego odejściem Belli, by walczyć. Bestia odzyskuje ducha walki, widząc powrót Belli i pokonuje Gastona, ale oszczędza mu życie. Gdy ponownie łączy się z Bellą zostaje śmiertelnie ugodzony nożem przez Gastona, który tracąc równowagę ginie spadając z dużej wysokości. Bestia umiera w ramionach Belli wyznającej mu swoją miłość, nim opadnie ostatni płatek róży. Zaklęcie zostaje cofnięte, ożywiając Bestię i przywracając jemu i jego sługom ludzką postać, a zamkowi dawny wygląd. Książę i Bella świętują organizując wesele na uroczystym balu.

## Obsada głosowa
- Paige O’Hara – Bella
- Robby Benson – Bestia / książę
- Richard White – Gaston
- Jerry Orbach – Płomyk
- David Ogden Stiers – 
  - Trybik,
  - Narrator
- Angela Lansbury – Pani Imbryk
- Bradley Pierce – Bryczek
- Rex Everhart – Maurycy
- Jesse Corti – Lefou
- Hal Smith – koń Filip
- Jo Anne Worley – Szafa
- Kimmy Robertson – Miotełka
- Brian Cummings – Piec
- Frank Welker – pies Sułtan
- Tony Jay – psychiatra
- Alvin Epstein – księgarz
- Alec Murphy – piekarz
- Mary Kay Bergman – 
  - Bimbetka #1
  - Bimbetka #2
- Kath Soucie – Bimbetka #3

## Wersja polska

### Lektor
Wersja wydana na VHS z angielskim dubbingiem i polskim lektorem, którym był Tomasz Knapik.

### Dubbing

#### Wersja z 1993 roku
Wersja polska: Studio Opracowań Filmów w Warszawie

Reżyseria: Maria Piotrowska

Dialogi: Krystyna Skibińska-Subocz

Dźwięk: 
- Alina Hojnacka-Przeździak,
- Jerzy Januszewski

Montaż: Gabriela Turant-Wiśniewska

Wystąpili:
- Katarzyna Skrzynecka – Bella
- Stefan Każuro – Bestia / książę
- Marek Stołowski – Gaston
- Jacek Czyż – Płomyk
- Ryszard Nawrocki – Trybik
- Krystyna Tkacz – pani Imbryk
- Norbert Jonak – Bryczek
- Gustaw Lutkiewicz – Maurycy
- Marian Opania – Lefou
- Wiesław Machowski – księgarz
- Leopold Matuszczak – piekarz

#### Wersja z 2002 roku
Opracowanie wersji polskiej: Start International Polska

Reżyseria: Joanna Wizmur

Dialogi: Krystyna Skibińska-Subocz

Kierownictwo muzyczne: Marek Klimczuk

Teksty piosenek: Marcin Sosnowski

Wystąpili:
- Jolanta Wilk – Bella (dialogi)
- Katarzyna Pysiak – Bella (śpiew)
- Stefan Każuro – Bestia / książę
- Jakub Szydłowski – Gaston
- Jacek Czyż – Płomyk
- Ryszard Nawrocki – Trybik
- Mirosława Krajewska – pani Imbryk
- Krzysztof Królak – Bryczek
- Gustaw Lutkiewicz – Maurycy
- Wojciech Paszkowski – Lefou
- Anna Apostolakis – Szafa (dialogi)
- Anna Kruszyńska – Szafa (śpiew)
- Dorota Dobrowolska-Ferenc – Miotełka
- Aleksander Bednarz – Kucharz
- Tomasz Marzecki – psychiatra
- Krzysztof Zakrzewski – piekarz
- Andrzej Gawroński – księgarz
- Dorota Miśkiewicz – Bimbetka #1
- Agnieszka Piotrowska – Bimbetka #2
- Iwona Zasuwa – Bimbetka #3
- Janusz Bukowski – Narrator
- Ilona Kucińska
- Katarzyna Kwiatkowska
- Monika Kwiatkowska
- Agnieszka Nowak-Betley
- Joanna Orzeszkowska
- Katarzyna Skolimowska
- Dariusz Błażejewski
- Jarosław Boberek
- Artur Kaczmarski
- Zbigniew Konopka
- Jacek Kopczyński
- Jan Kulczycki
- Paweł Szczesny
- Jonasz Tołopiło

i inni
Materiał źródłowy:

## Nagrody
Nagrody w 1992
- Annie najlepszy film animowany
- Złoty Glob najlepszy musical lub komedia
- Złoty Glob najlepsza piosenka
- Złoty Glob najlepsza muzyka
- Oscar najlepsza piosenka
- Oscar najlepsza muzyka

Nominacje w 1992
- Oscar najlepszy film
- Oscar najlepszy dźwięk
- Saturn najlepsza muzyka

Nagrody w 1993
- Grammy najlepsza muzyka
- Grammy najlepsza piosenka
- Złoty Ekran

Nominacje w 1993
- BAFTA najlepsza muzyka
- BAFTA najlepsze efekty specjalne
- Saturn najlepszy film fantasy